# Delfín Donadíu y Puignau
Delfín Donadíu y Puignau (Vilajuiga, 1845-Barcelona, 1904) fue un hebraísta, profesor y escritor español.

## Biografía
Nacido en la localidad gerundense de Vilajuiga en octubre de 1845, estudió la carrera eclesiástica, además de la de Filosofía y Letras en Barcelona. Catedrático de Lengua hebrea en la Universidad de Barcelona, fue autor de varias obras científicas y literarias, premiadas con medalla de plata en la Exposición Universal de Barcelona de 1888. Entre sus escritos se encontraron títulos como Curso de metafísica, Método de enseñanza de la lengua hebrea (1881), Ampliación de la psicología y nociones de antología, cosmología y teodicea (1884) y Diccionario de la lengua castellana con la correspondencia catalana (1890), entre otros. Falleció en 1904 en Barcelona.